# Reverser Cholesterintransport
Der reverse Cholesterintransport ist ein Stoffwechselweg in Wirbeltieren, bei dem mithilfe von HDL (High Density Lipoprotein) überschüssiges Cholesterin von den Zellen im Körper zur Leber transportiert wird. Dort findet anschließend dessen Abbau statt. Es handelt sich also um einen Teil des Katabolismus. Da ein Zuviel an Cholesterin schädlich für die Zellen ist, wird das so abtransportierte, in HDL verpackte Cholesterin als gutes Cholesterin bezeichnet.

## Einzelschritte
Das an den HDL-Rezeptor (SR-BI) der Leber gebundene kugelförmige HDL wird zu pre-beta-HDL abgebaut, welches abgekoppelt wieder im Blut zirkuliert und neues Cholesterin aufnimmt. Ebenfalls im Plasma wird aus einem Präkursor mithilfe des knochenmorphogenetischen Proteins 1 (BMP1), einer Peptidase, das Apolipoprotein A1 abgespalten.

### Transport von Cholesterin aus der Zelle
Apo A1 bindet zunächst an ein Tetramer des Transporters ABCA 1 an der Außenseite der Zellmembran. Dieser Komplex katalysiert unter Verbrauch von ATP den Transport von Cholesterin, das in Vesikeln herangeschafft wird, aus der Zelle. Auf demselben Weg werden Phospholipide heraustransportiert. Weiteres Apo A1 aus dem Plasma bindet sowohl Cholesterin als auch Lipide -- es entsteht ein kleines scheibenförmiges HDL-Partikel. Auch pre-beta-HDL kann mit Cholesterin und Lipiden wieder Scheiben-HDL bilden, so wird HDL also rezykliert. Ein weiterer Membrantransporter für Cholesterin ist ABCG1. Das durch ABCG1 transportierte Cholesterin sammelt sich in Pfützen auf der Zellmembran.

### Transformation von Scheiben-HDL zu Kugel-HDL
Die bereits Cholesterin und Fett enthaltenden Scheiben-HDL bilden mit Lecithin-Cholesterin-Acyltransferase (LCAT) einen Komplex. Dieser Komplex sammelt nun das in Pfützen auf der Membran schwimmende Cholesterin und verestert dieses und die Lipide zu Cholesterinestern und 2-Lysophosphatidylcholin. Dann trennt sich die LCAT wieder von HDL. Das nun kugelförmige HDL wird auch reif genannt.

### Auf dem Weg zur Leber
Bis das Kugel-HDL von der Leber abgebaut wird, kann es verschiedene Reaktionen eingehen. Beispielsweise sind Chylomikronen in der Lage, Apolipoprotein CII, -CIII und -E mit HDL auszutauschen. HDL kann diese offenbar auch aus anderen Zellen aufnehmen; Details darüber sind nicht bekannt. HDL nimmt auch weiter Cholesterin und Lipide auf, insbesondere aus Schaumzellen; das Phospholipid-Transferprotein (PLTP) spielt hier eine Rolle. Über das Cholesterinester-Transferprotein (CETP) können Cholesterinester an LDL abgegeben werden.

### Abbau
HDL-Partikel binden an der Außenseite der Leber an den HDL-Rezeptor (SR-B1). Gleichzeitig wird HDL in seine Bestandteile zerlegt. Der genaue Ablauf ist unklar. Jedenfalls wird pre-beta-HDL wieder ins Blut abgegeben, und Cholesterin, Cholesterinester und Triacylglycerine in die Zelle aufgenommen. Apo A1 bindet an den Cubilin:Amnionless-Komplex und wird über Cubilin-Endozytose aufgenommen.